# Platyhypnum
Platyhypnum là một chi rêu trong họ Amblystegiaceae.